# Обтачка
Обтачка — деталь кроя, используемая в шитье для чистовой обработки срезов и вырезов текстильных и кожаных изделий.
- Обтачкой обрабатываются с изнаночной стороны горловина, пройма и линия борта. Также это могут быть верх юбки, брюк или подол.
- Обтачка, как правило, выкраивается из того же материала, что и всё изделие.

## Классификация обтачек
- по крою
  - подкройная обтачка — отдельно выкроенная деталь
  - цельнокроеная обтачка — обтачка, выкроенная по прямому срезу вместе с основной деталью
- по форме
  - прямая обтачка — то есть выкроенная по форме основной детали с повторением всех её контуров
  - косая обтачка — полоска ткани, выкроенная «по косой»
- по площади
  - одинарная обтачка — обтачка, обрабатывающая один функциональный вырез изделия, например, обтачка проймы
  - комбинированная (единая) обтачка — обтачка, обрабатывающая несколько функциональных вырезов изделия, например, обтачка горловины и пройм
- по назначению
  - функциональная обтачка — обтачка, служащая исключительно для чистовой обработки срезов и вырезов изделия
  - декоративная обтачка — обтачка, помимо прямого назначения, несущая декоративную функцию, например, обтачка контрастного цвета